# Криничний журавель

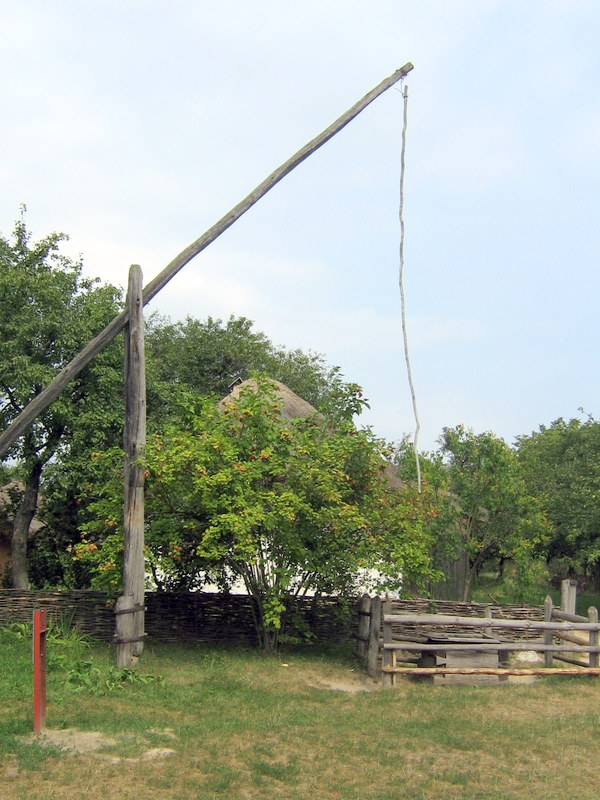
Криниця з журавлем. Музей у Пирогові

Журавель (криничний журавель), або звід — пристрій для підіймання відер з водою з криниць.

## Опис
Складається з двох сох — стояків (або однієї сохи з розвилиною), вкопаних у землю, рухомо закріпленої між ними довгої жердини (власне «журавля»), спорядженої противагою на коротшому плечі важеля і з прив'язаним відром на довшому (іноді за допомогою залізного гака, відомого як «рак»). Для противаги використовують масивну металеву деталь, зв'язані цеглини, бетонні блоки. Вага на коротшому плечі полегшує витягання наповненого відра, а щоб використати й ефект довжини важеля і при підійманні, журавель з'єднують з відром замість мотузки жорсткою тягою з довгої тонкої жердини («ключем», «крюком»).
Існує варіант і без противаги: в цьому разі на протилежному від кріплення відра кінці журавля прив'язують мотузку, за яку й тягнуть для підняття води. Трапляється і конструкція взагалі без важеля-журавля: в цьому випадку на сохах встановлюється перекладка чи рама з двома нерухомими блоками, через які пропускається мотузка, на одному кінці якої кріпиться відро, на другому — противага.

## Шадуф

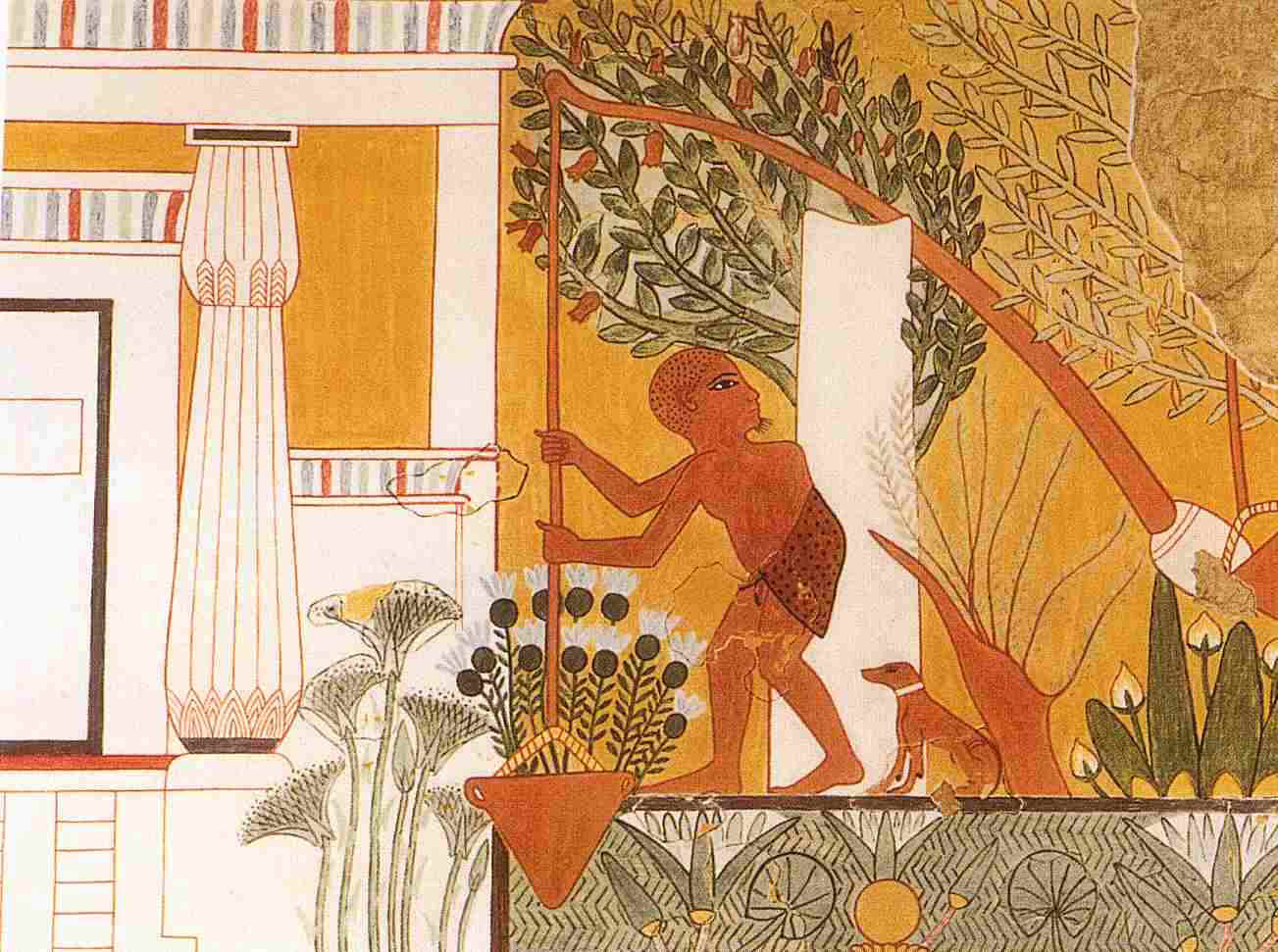
Давньоєгипетський настінний розпис

Шаду́ф (араб. شادوف) — назва, вживана щодо криничного журавля зі шкіряним відром, відомого в Єгипті з часів фараонів. За розрахунками, за допомогою шадуфа можна протягом години підняти воду на висоту 2 м — 3400 л води, на висоту 3 м — 2700 л, на висоту 4 м — 2050 л, на висоту 5 м — 1850 л, і на висоту 6 м — 1650 л. Щоб підняти воду на більшу висоту, використовують своєрідні сходи з шадуфів: нижній підіймає воду на терасу, звідти вищий шадуф підіймає ще вище, і з найвищої тераси вода тече по каналах.

## Інше
- Принцип дії криничного журавля використовувався в толеноні — античній облоговій машині, яку застосовували для підняття своїх воїнів на стіни обложених фортець або викрадання воїнів противника.

## У культурі
- Криниця з журавлем зображена на гербі Саратського району Одеської області, гербі Добропільського району Донецької області, гербах міста Бад-Зальцуфлен і села Борн у Німеччині.

## Галерея

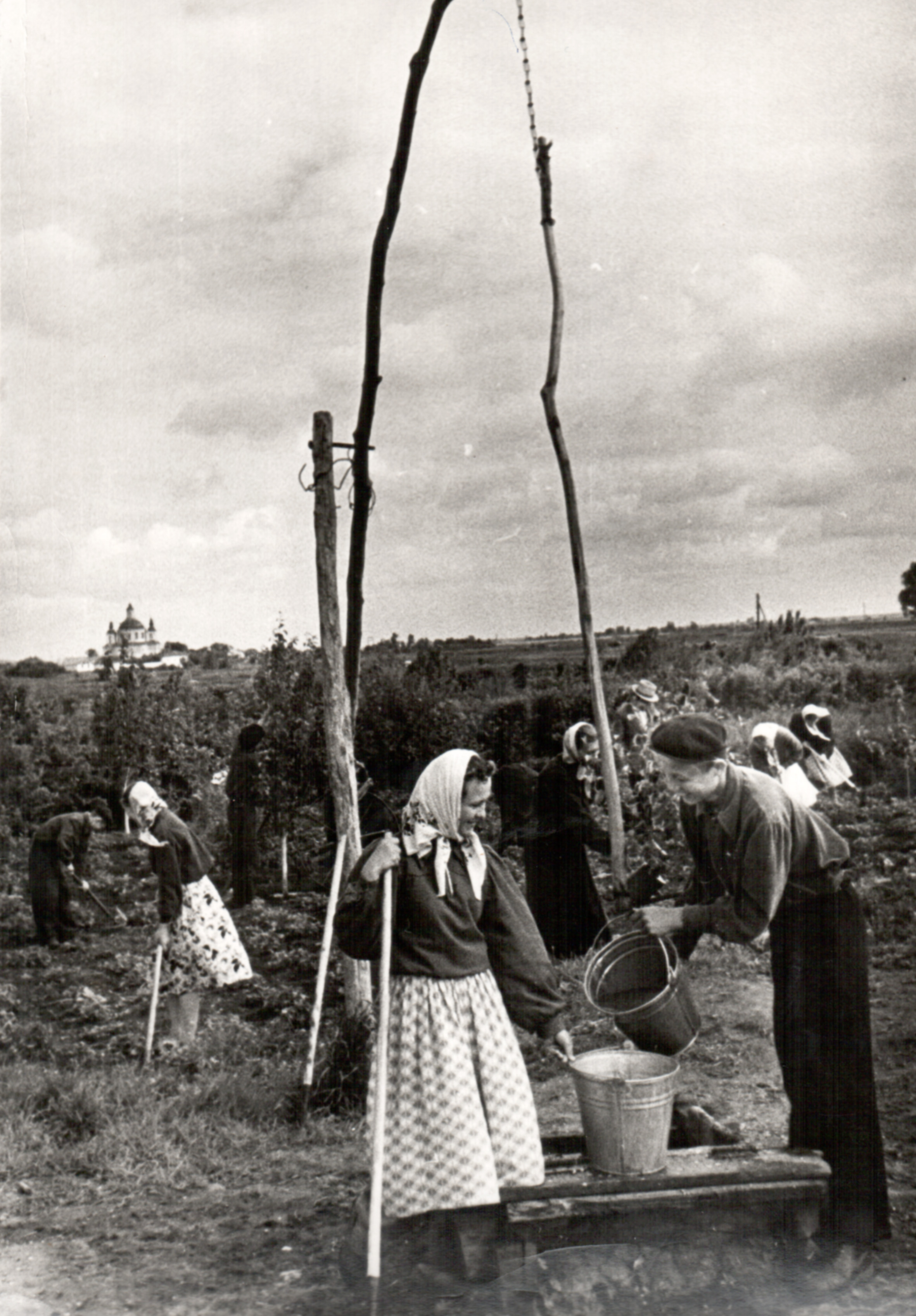
Журавель у Байдівці. Фото 1950 р.
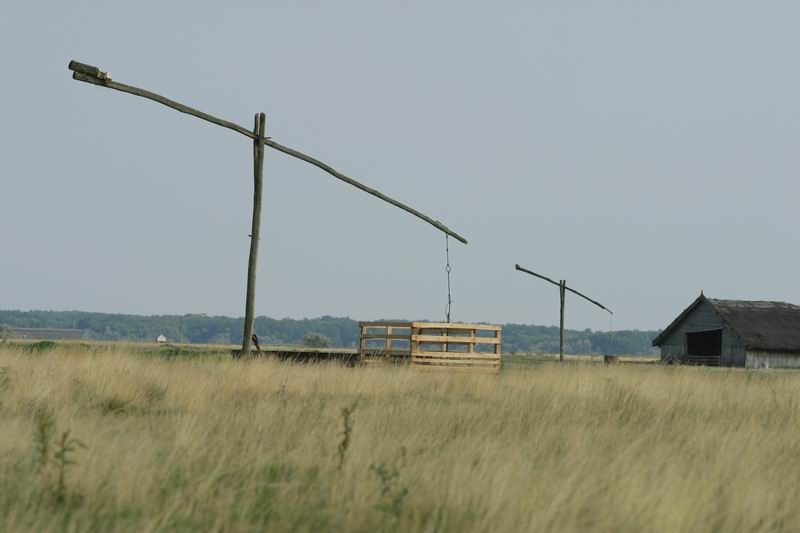
Журавель у Гортобаді, Угорщина
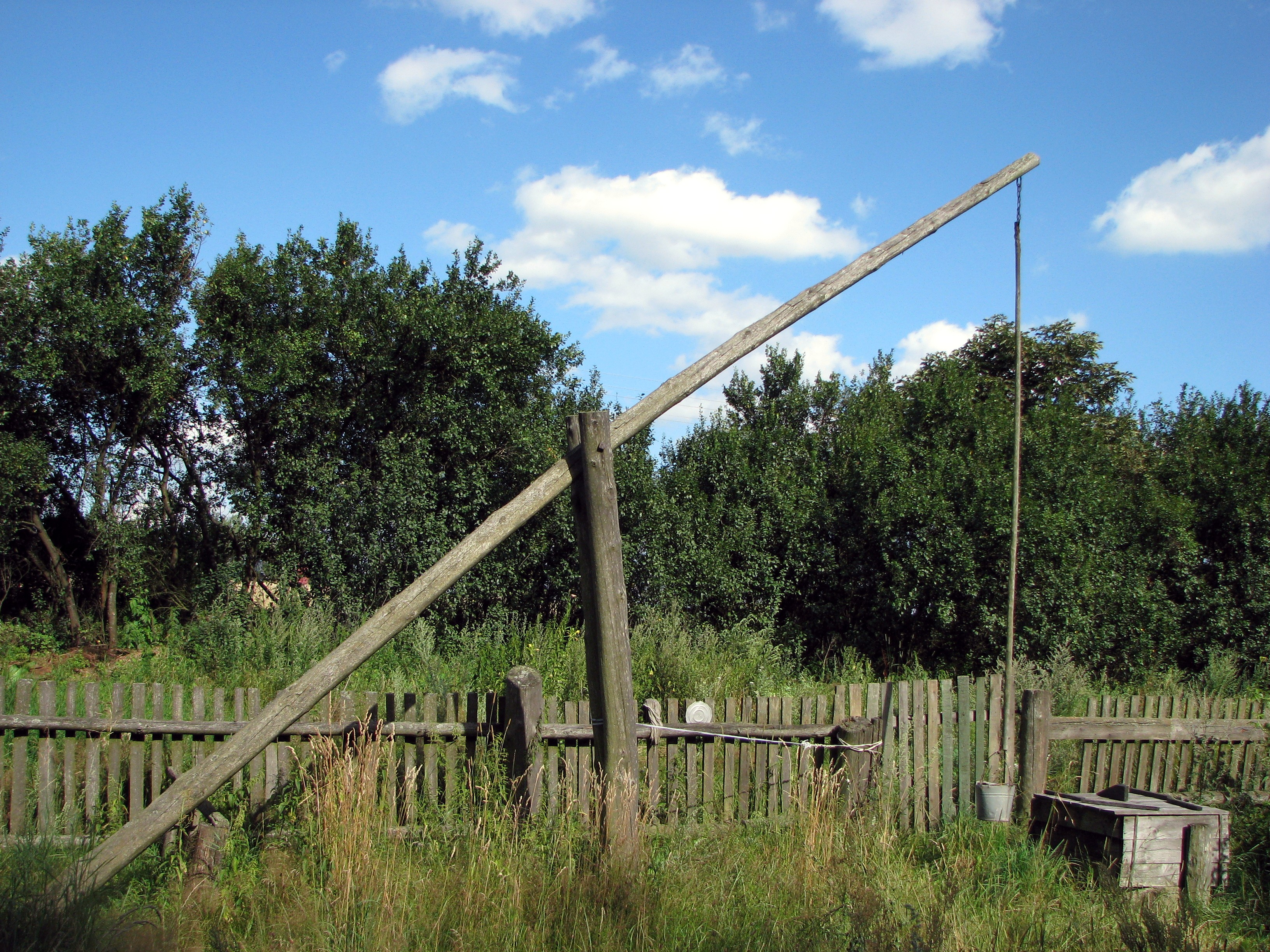
Журавель у Білорусі
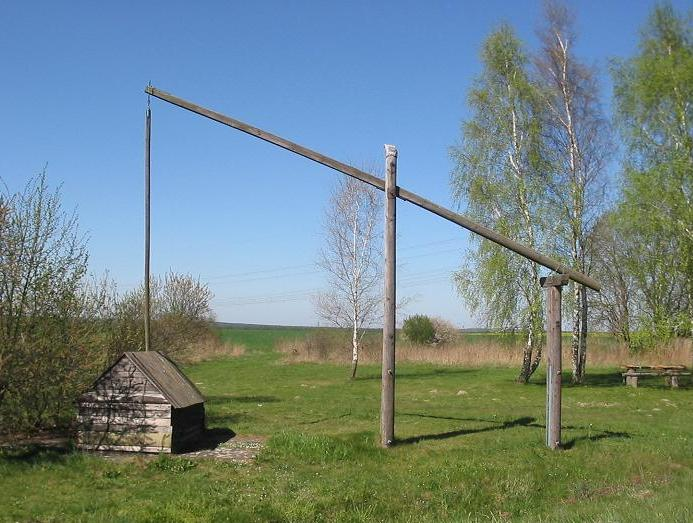
Журавель у Німеччині
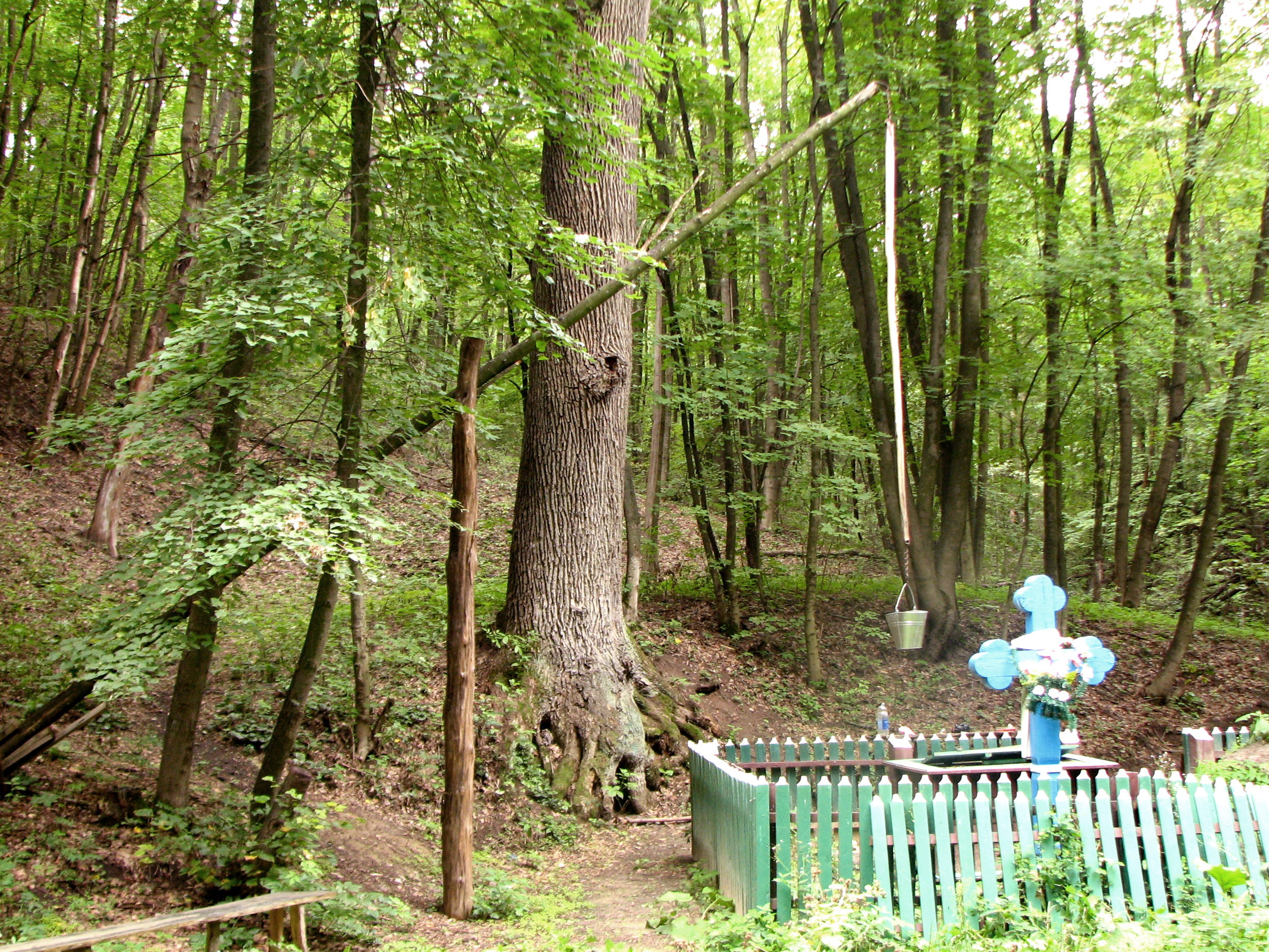
«Гайдамацька криниця» в Савранському лісі
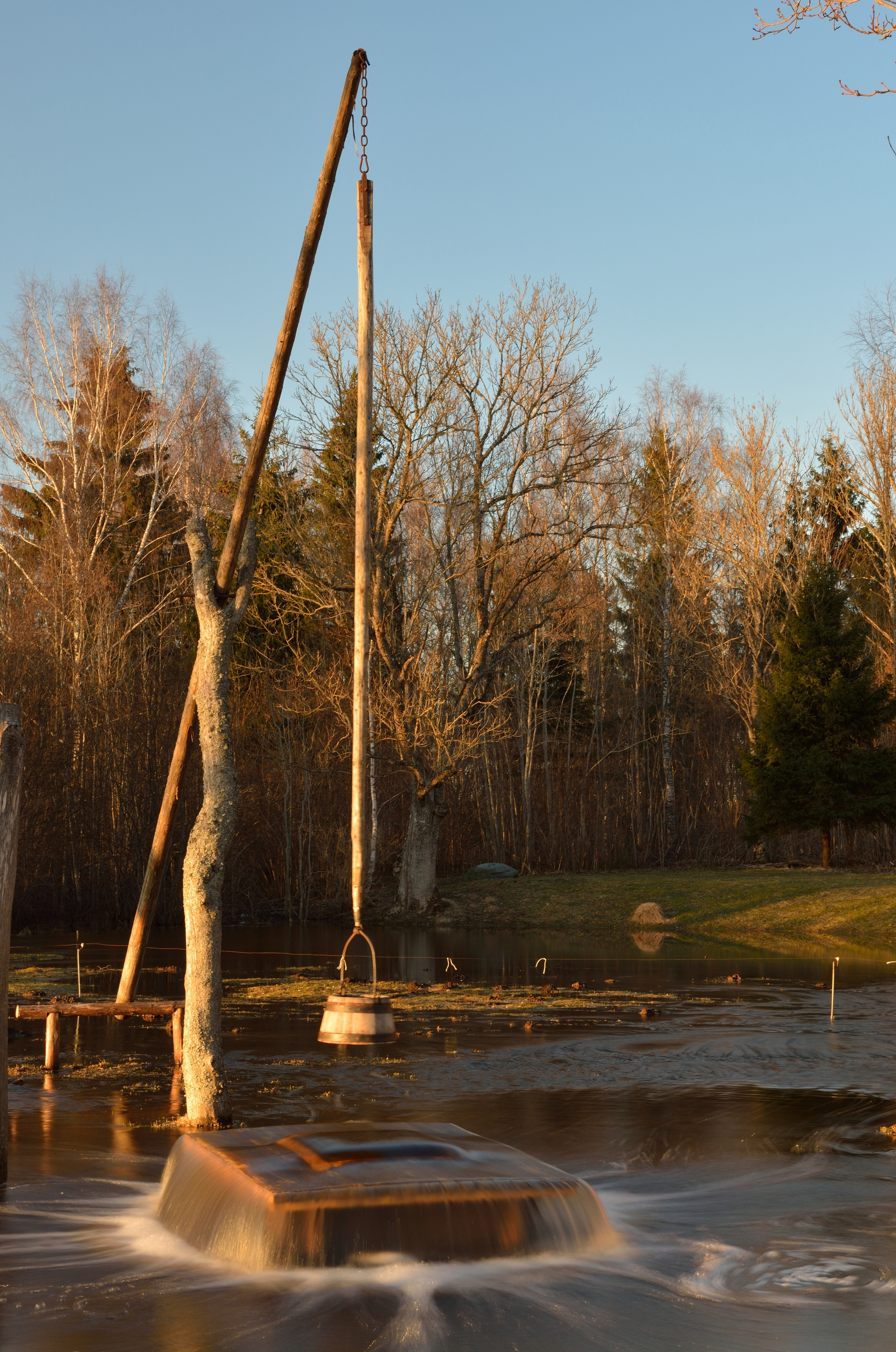
Журавель в Естонії
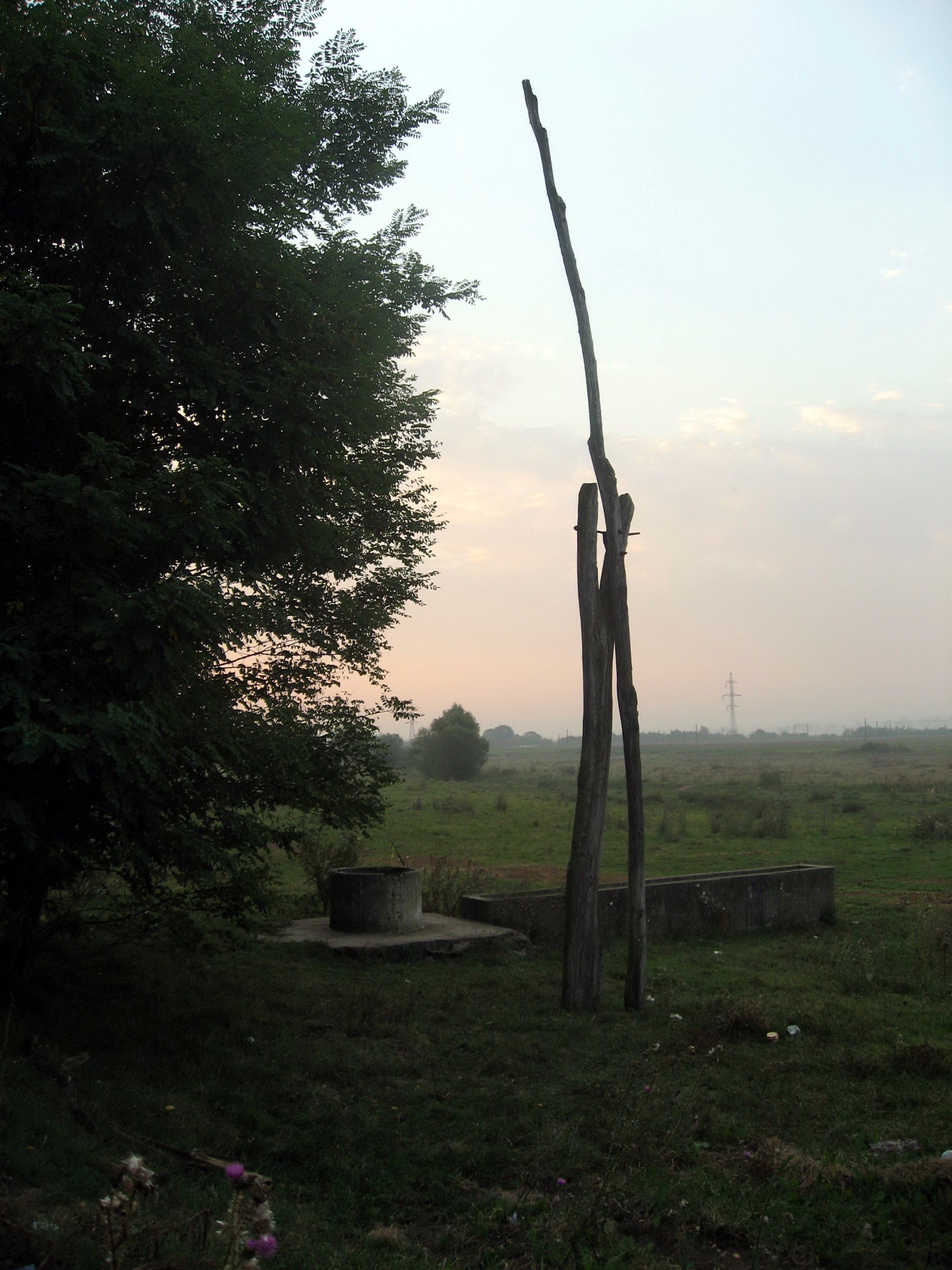
Журавель у Румунії
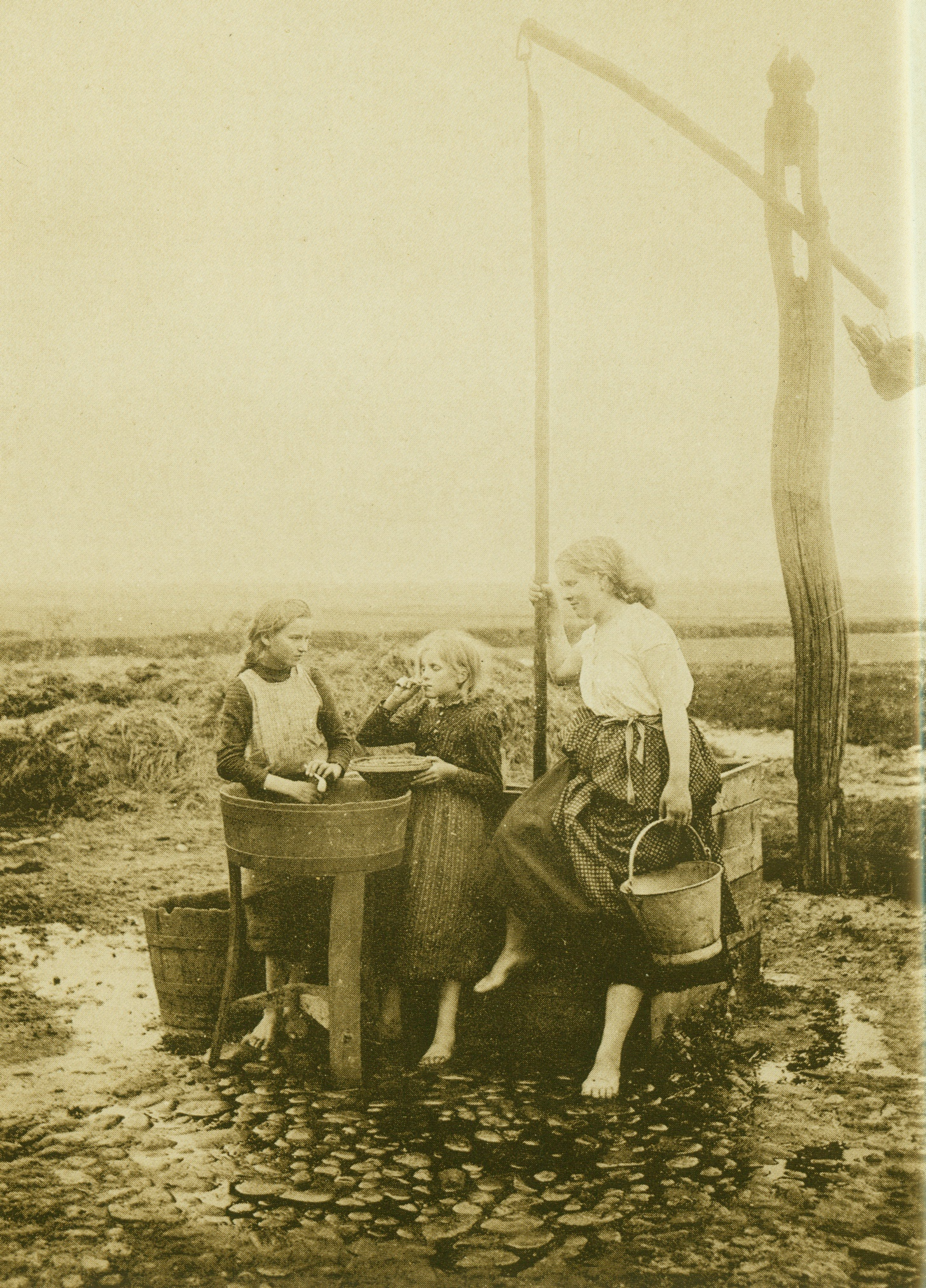
Вільгельм Дрезен. Біля криниці, 1894–1895
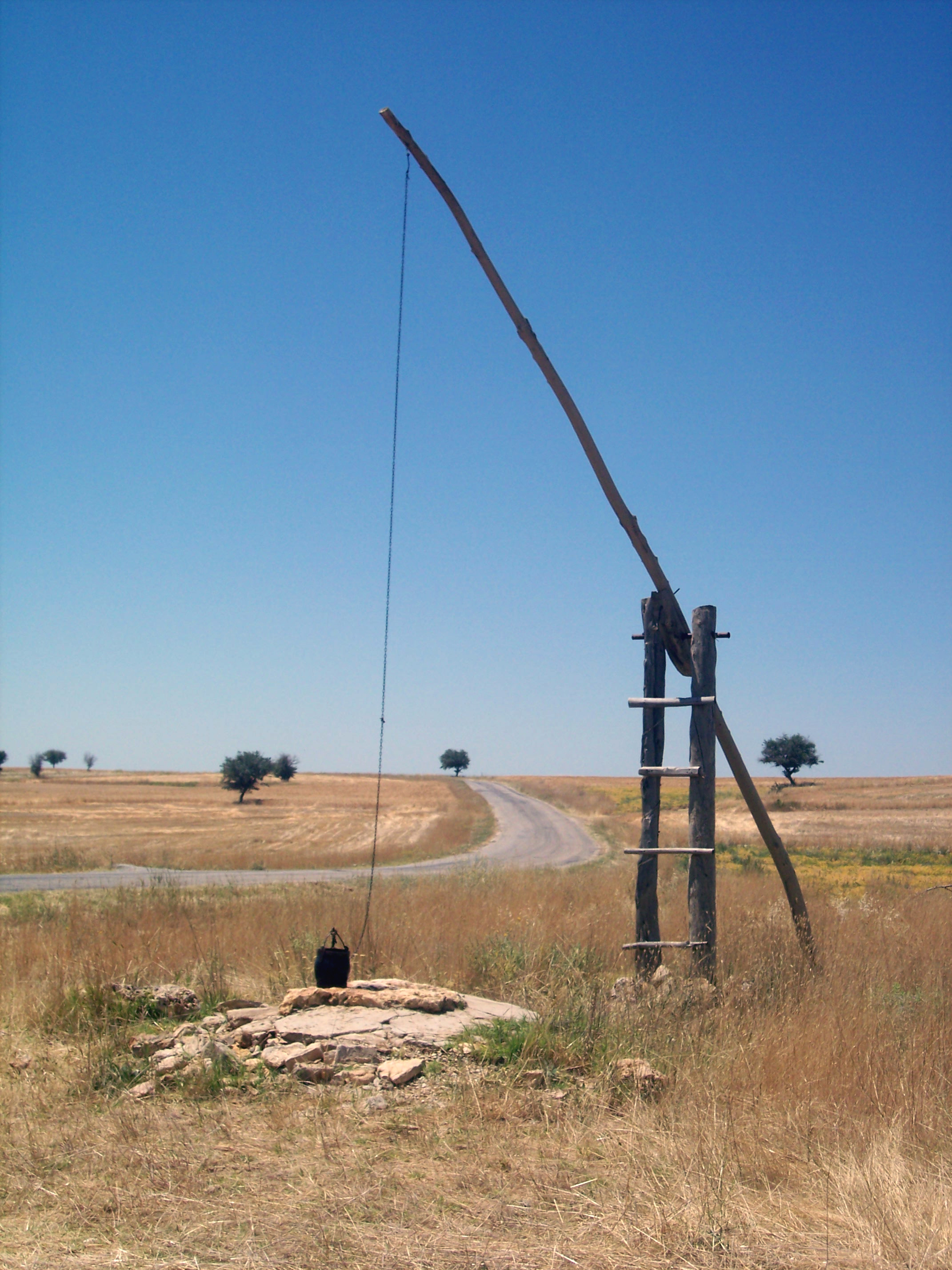
Журавель у Туреччині
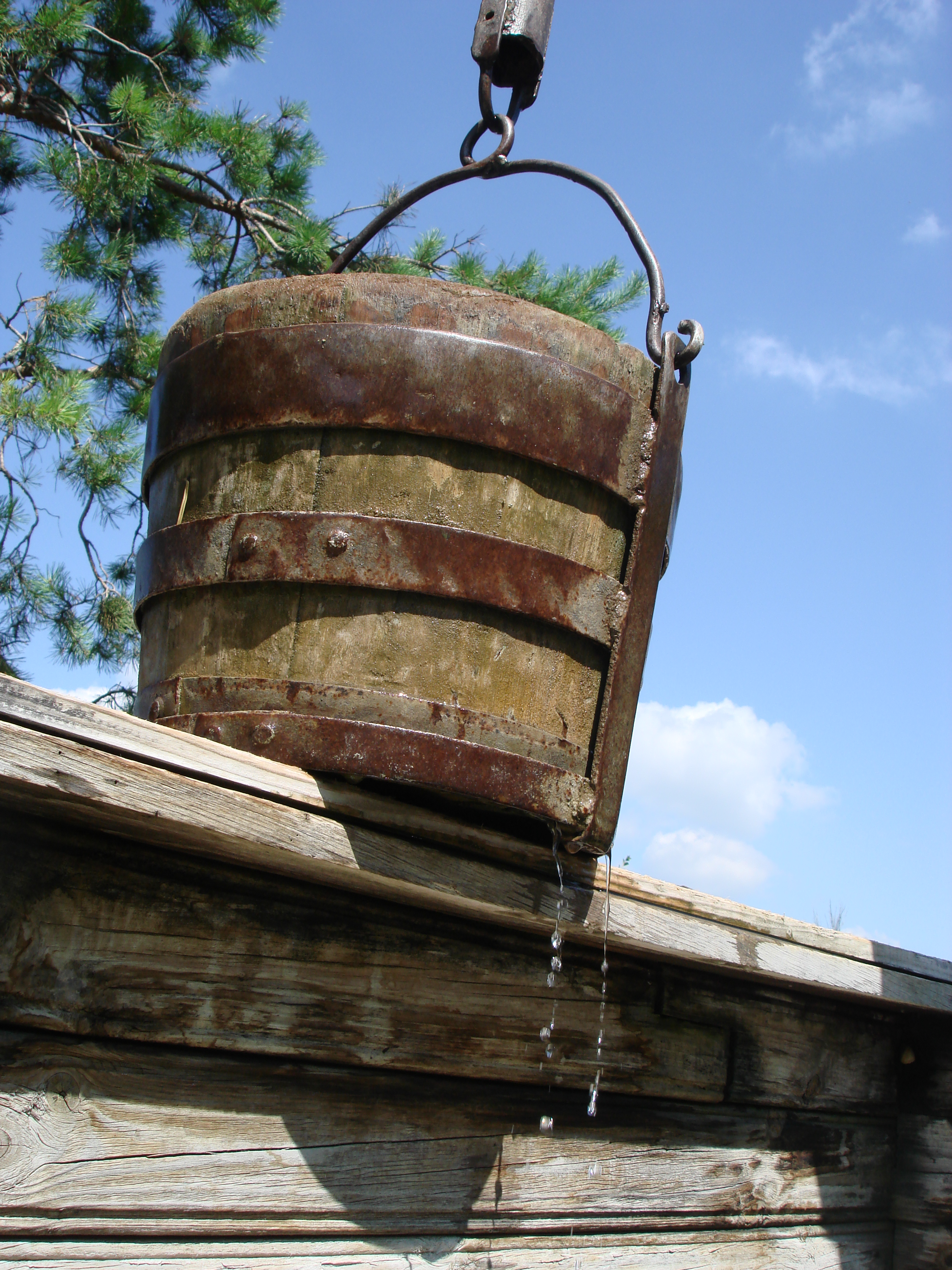
Відро криниці з журавлем, Молдова
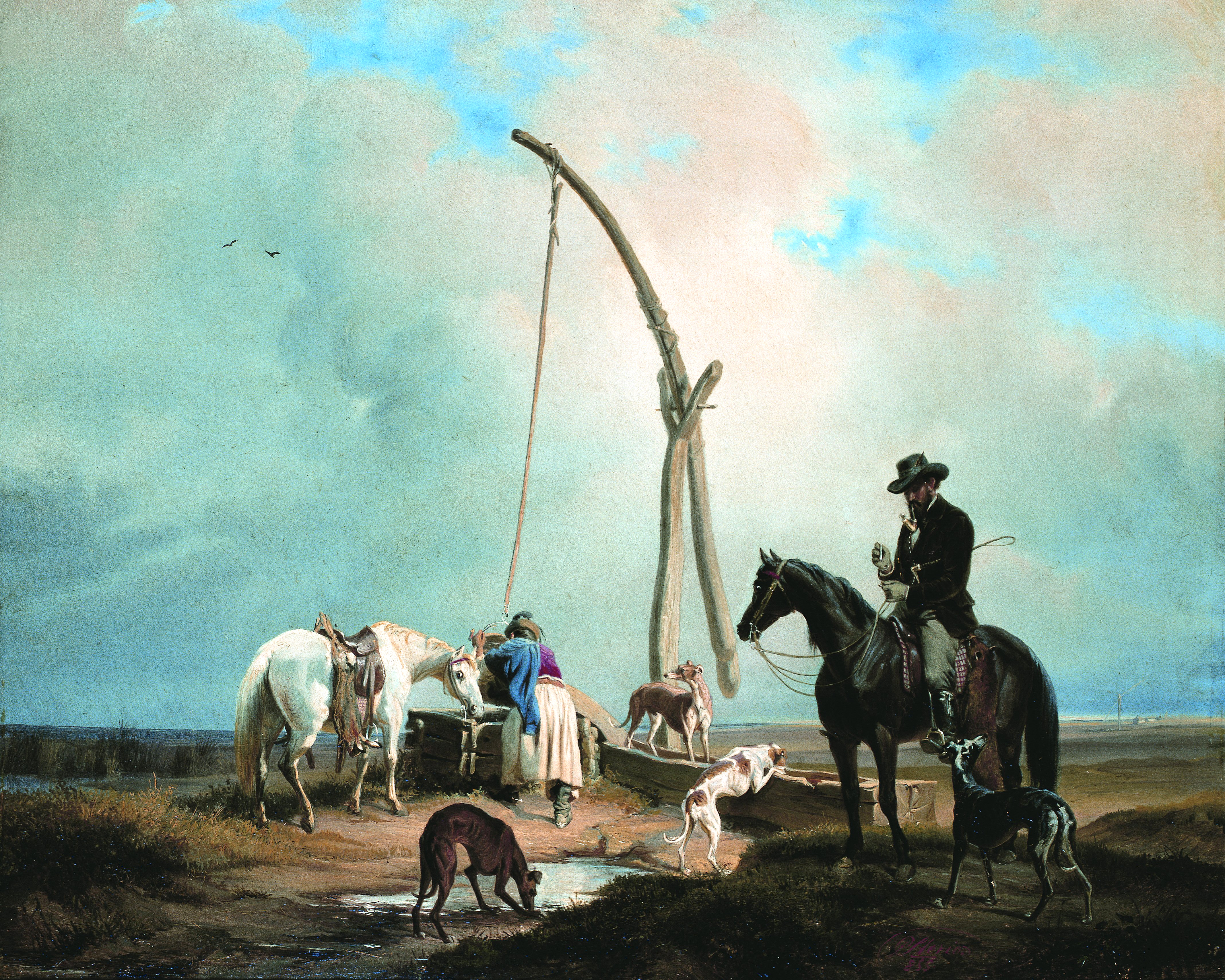
Карой Штеріо[hu] Відпочинок біля криниці, 1855 р.
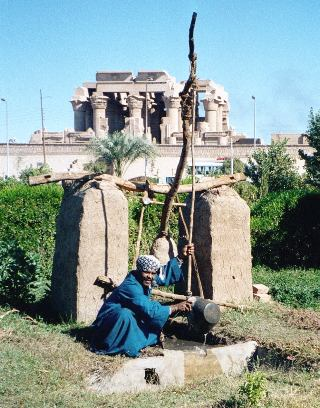
Шадуф у Ком-Омбо, Єгипет
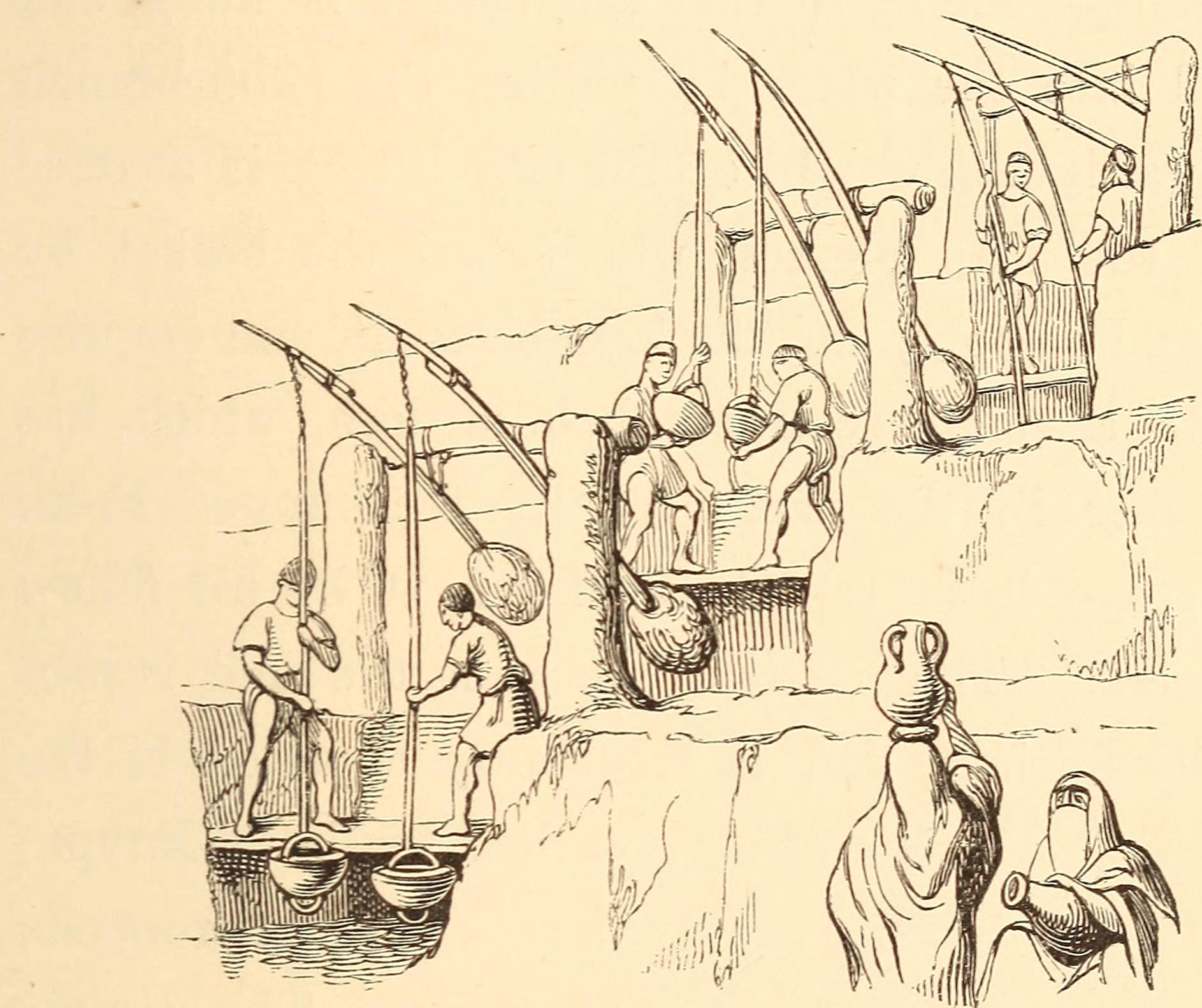
Сходи з шадуфів. Малюнок 1862 р.
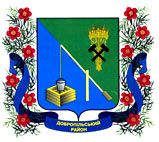
Герб Добропільського району